# کلیسای جامع شفیلد
کلیسای جامع شفیلد (انگلیسی: Sheffield Cathedral) یک کلیسای جامع در شهر شفیلد، انگلستان است.
این کلیسا که در قرن ۱۳ میلادی بنیان‌گذاری شده تاکنون چندین مرتبه بازسازی شده و ساختمان کنونی آن در سال ۱۹۶۶ تکمیل شده‌است.

## نگارخانه

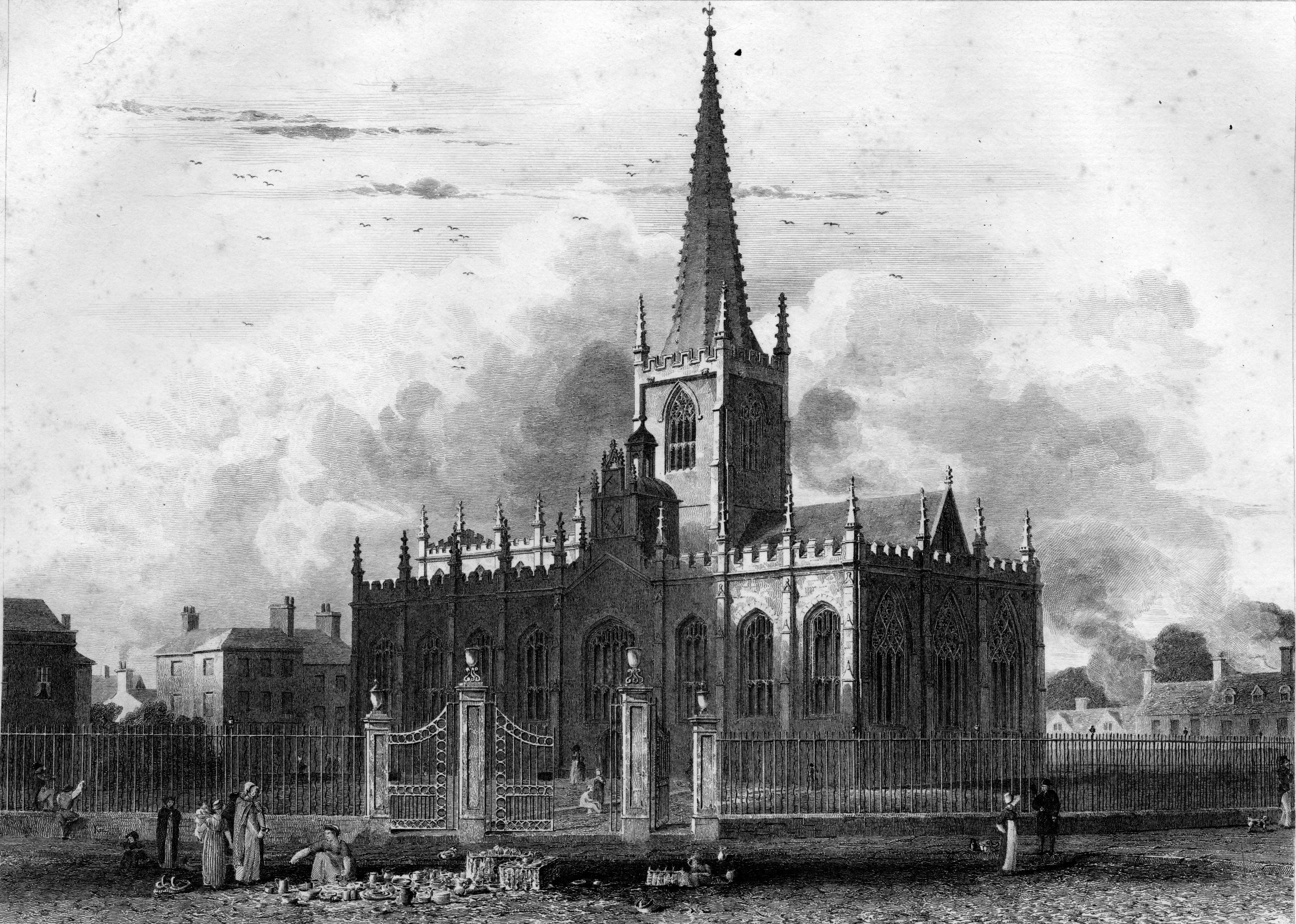
۱۸۱۹
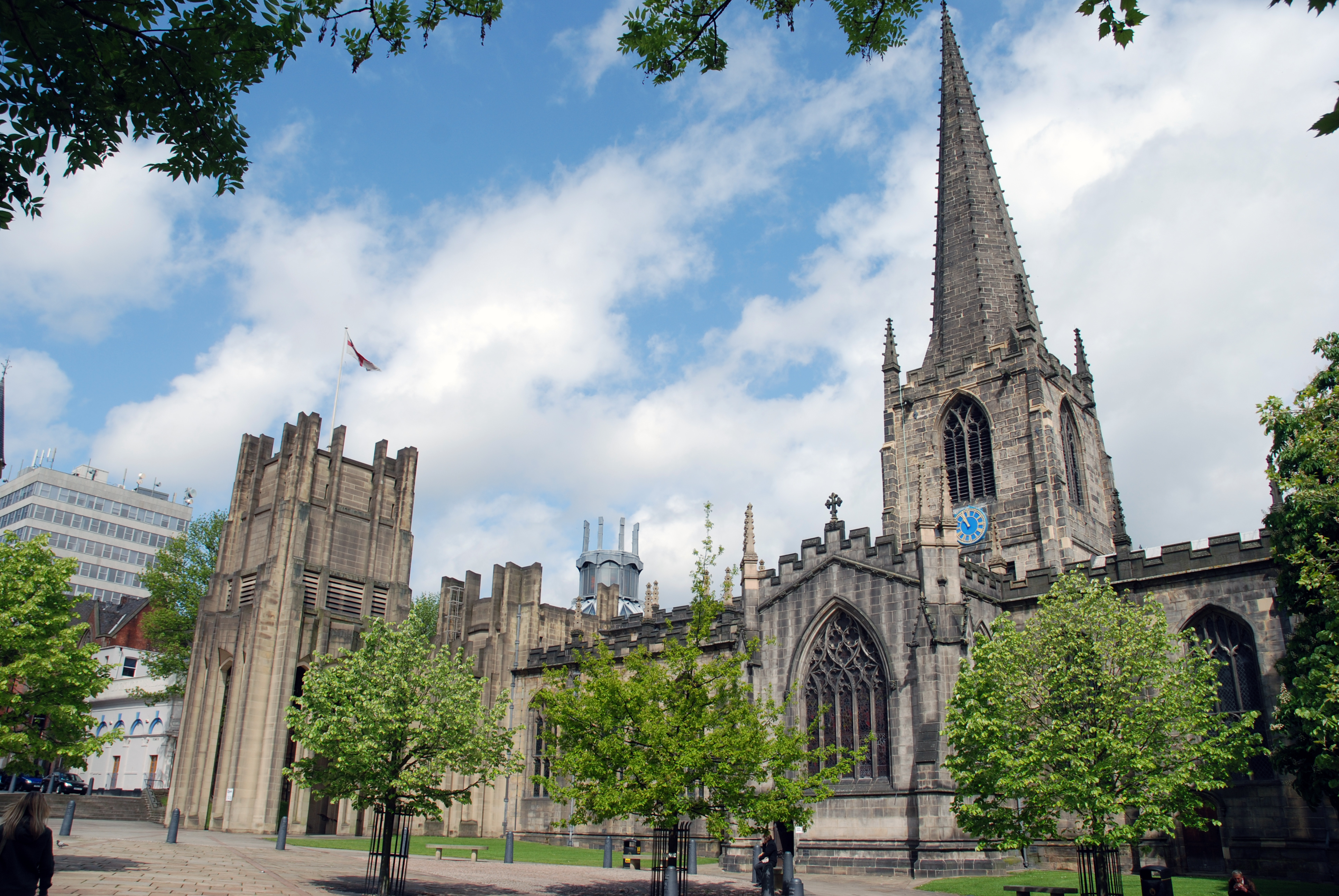
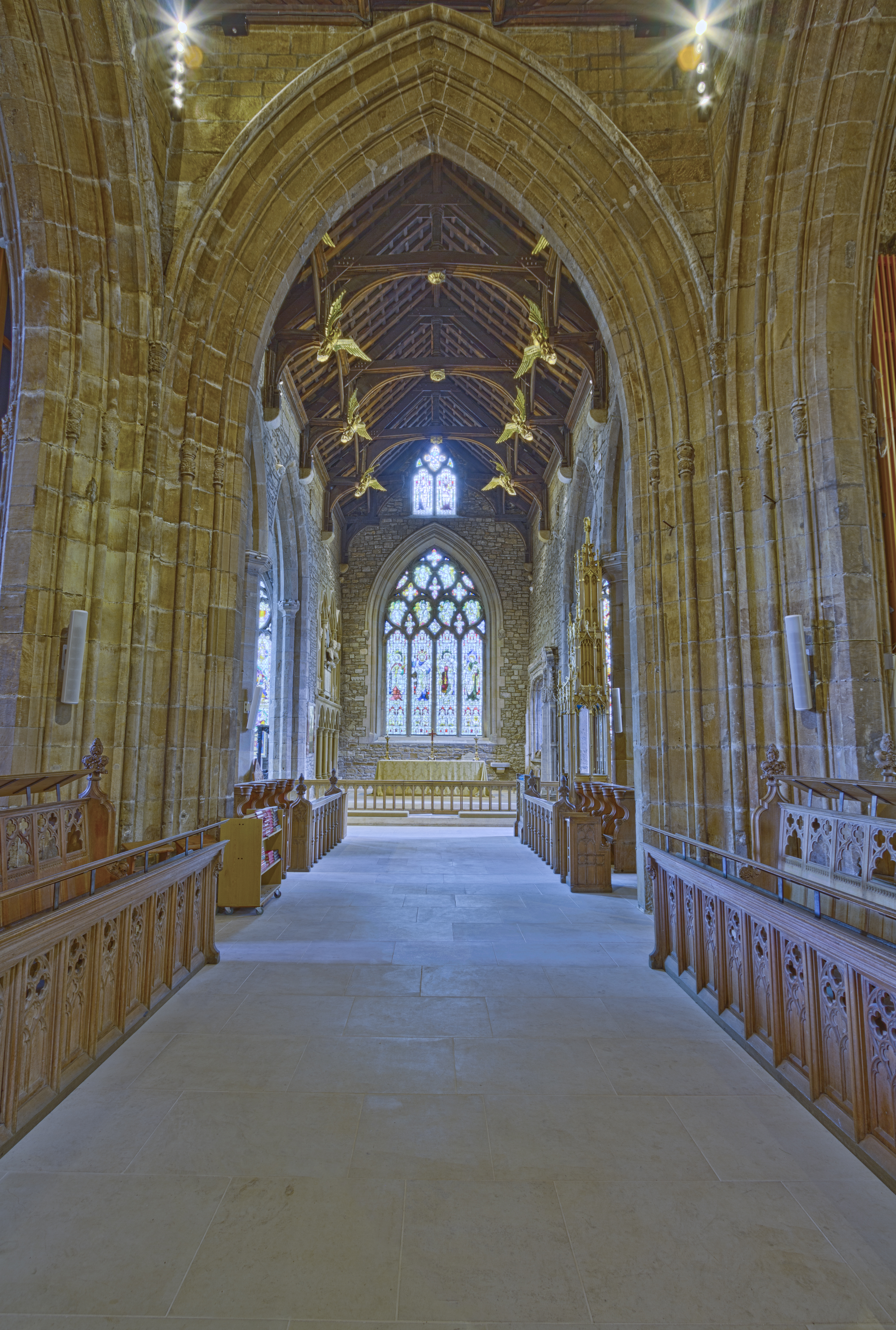
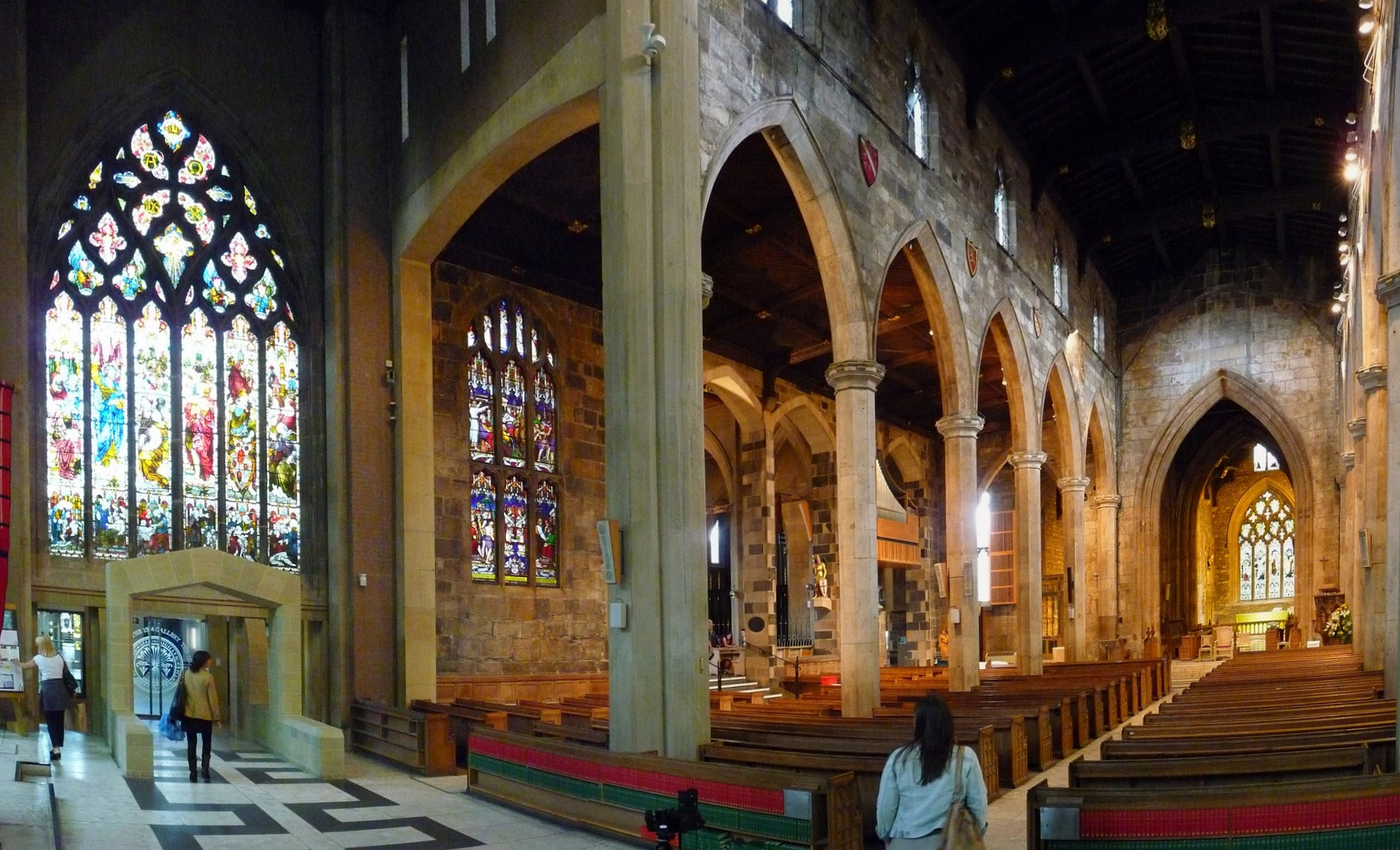
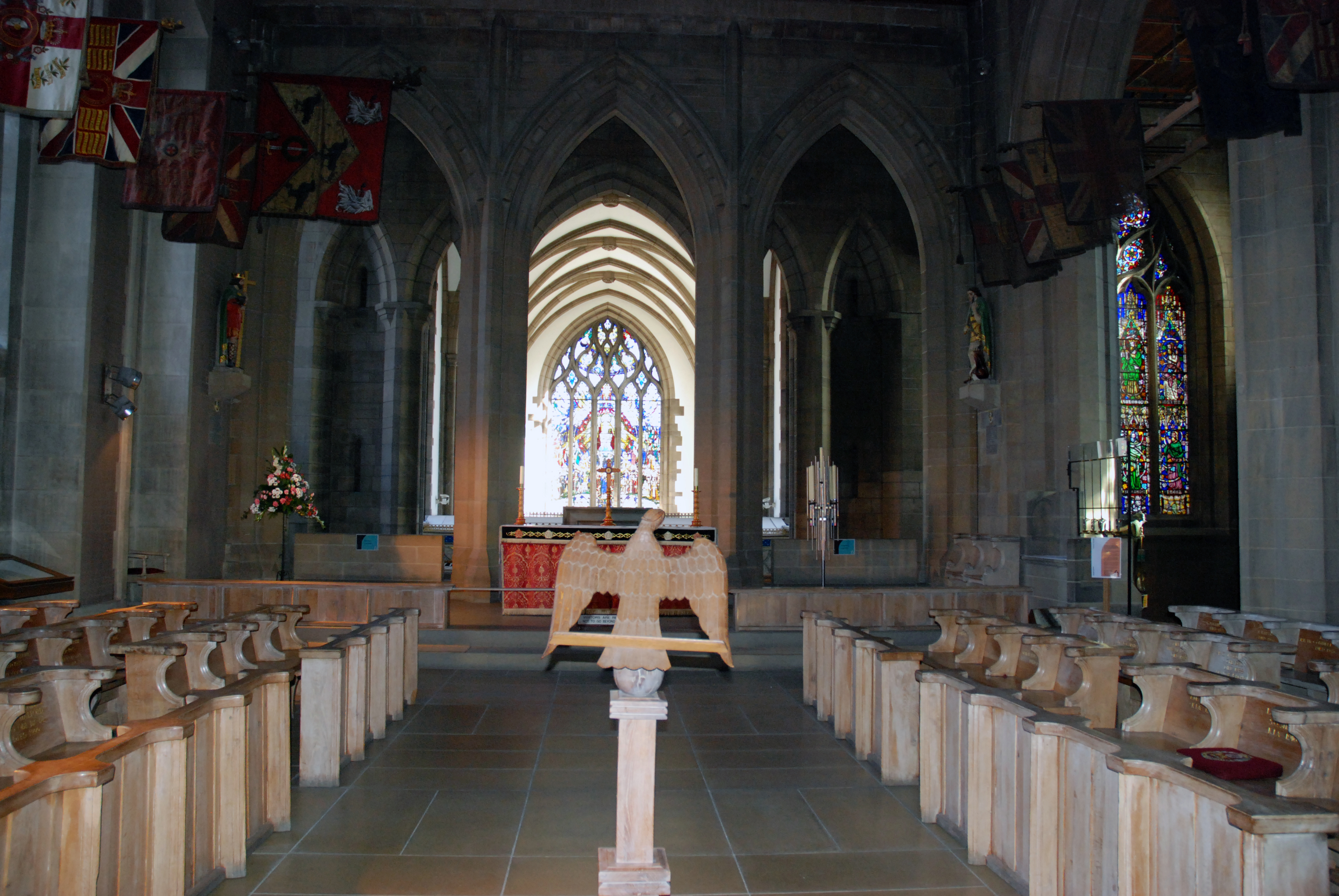
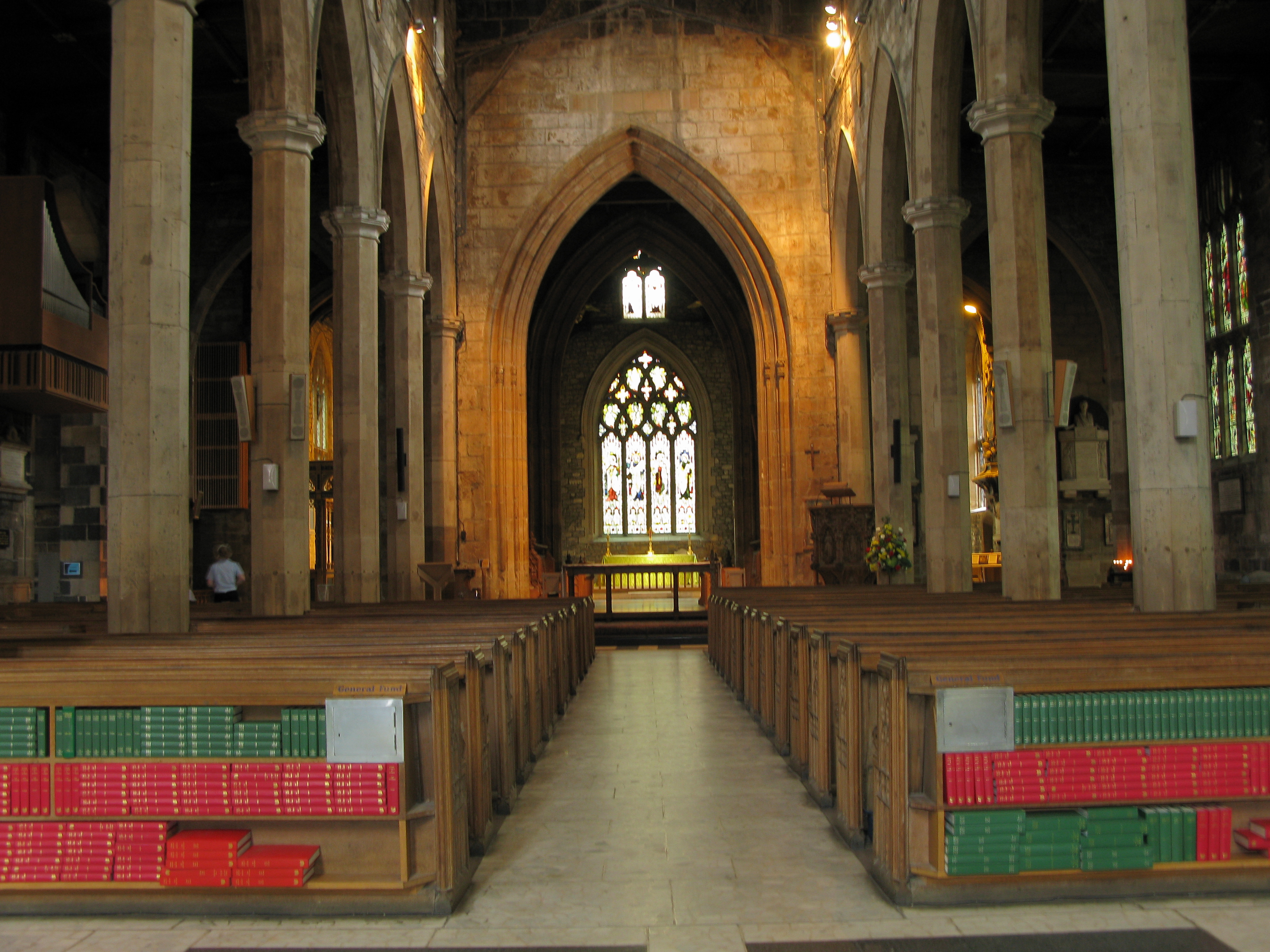
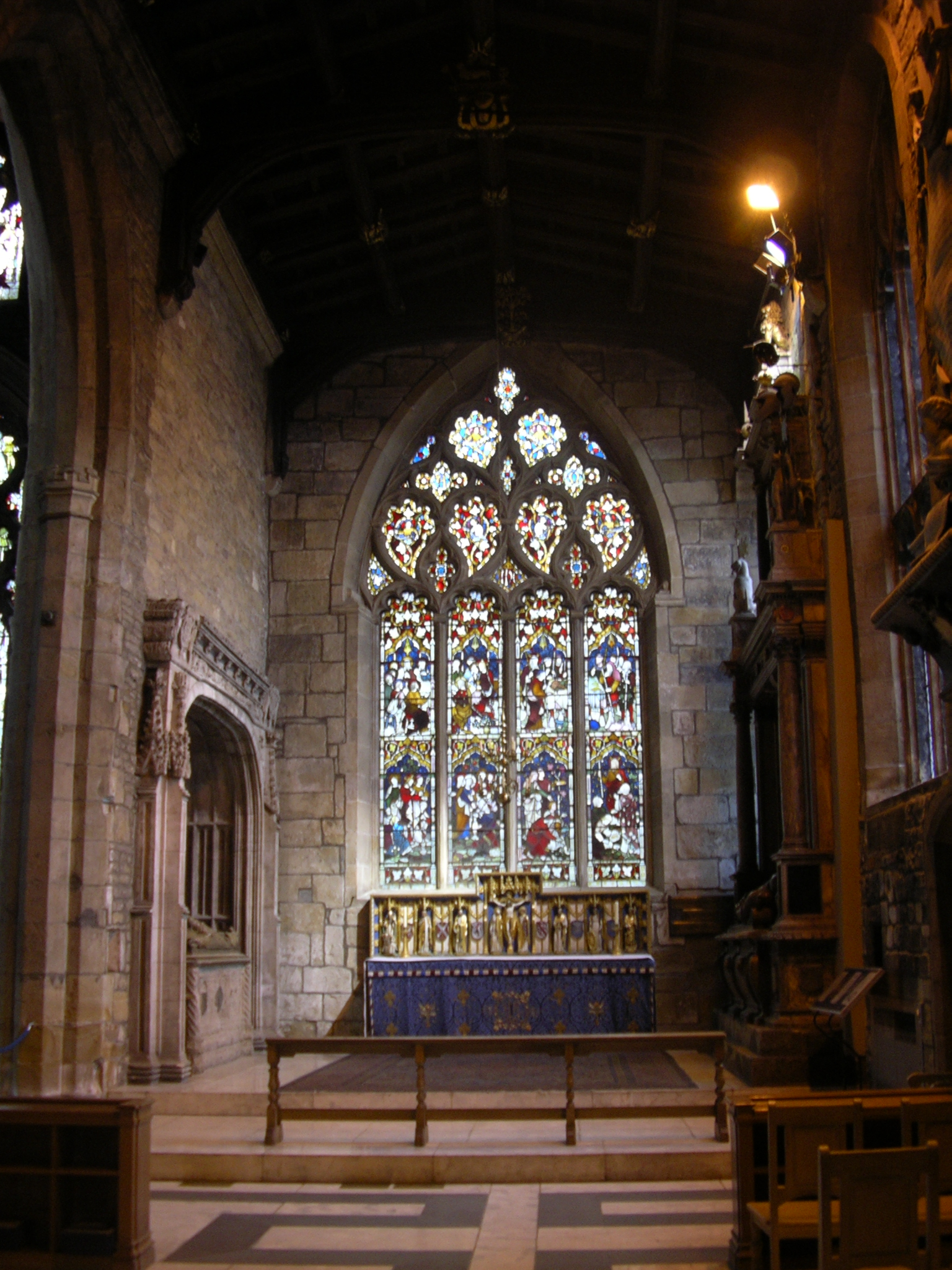
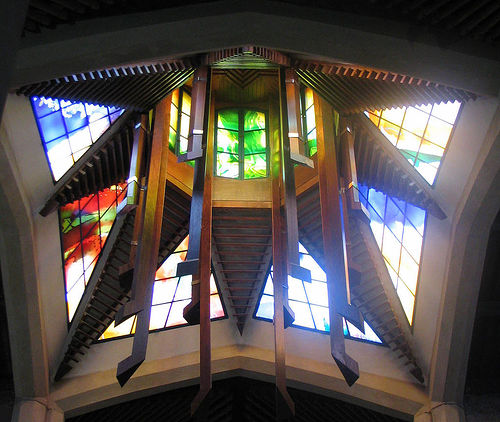
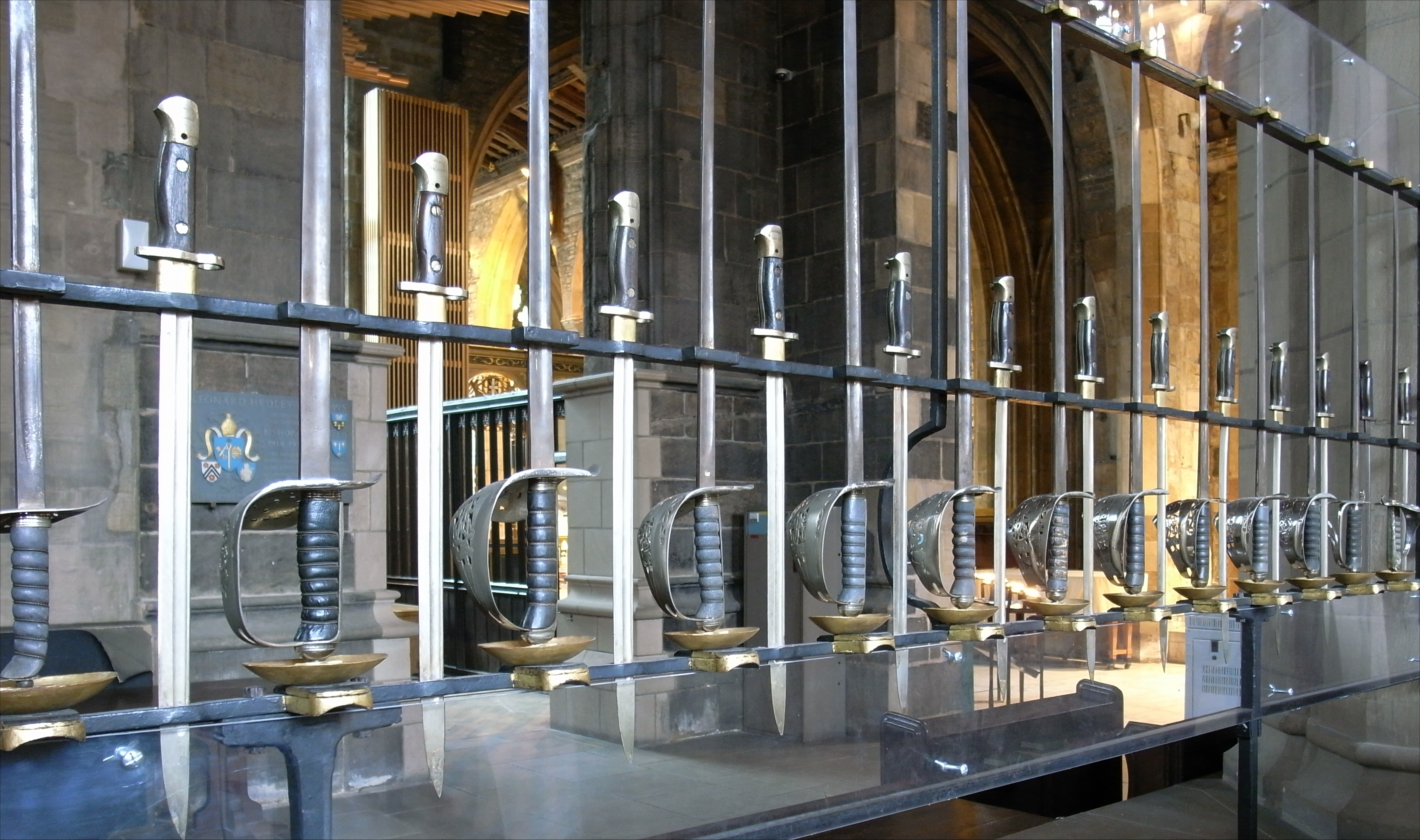